# Louis Gallet
Pour les articles homonymes, voir Gallet.

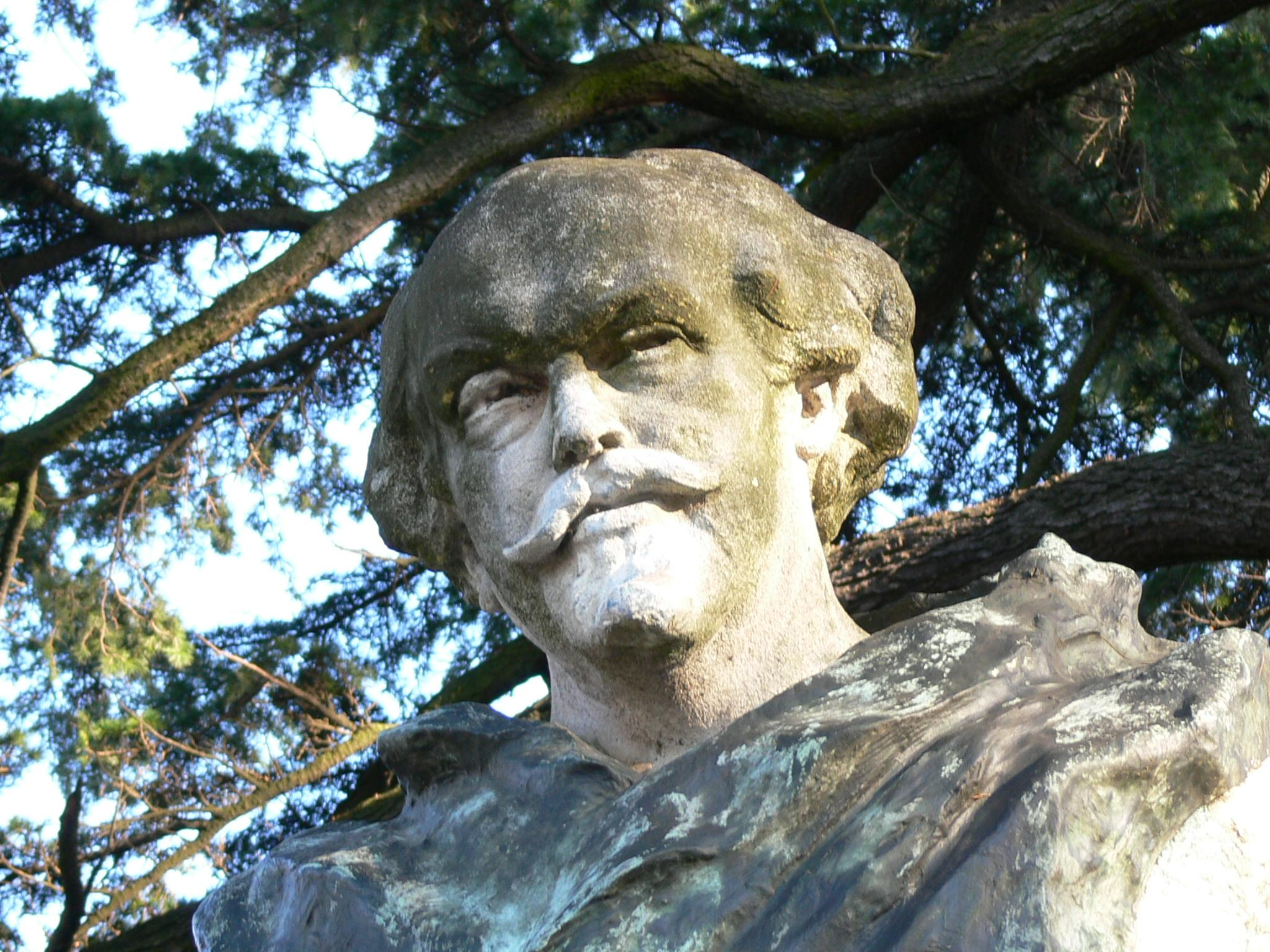
Buste par Jean-Antoine Injalbert (1901) au Parc Jouvet de Valence.

Louis Gallet, né à Valence le 14 février 1835 et mort à Paris le 16 octobre 1898, est un librettiste et auteur dramatique français. Il a également écrit des romans et des poésies.

## Biographie
Fils d'un marchand de vin, il fait ses débuts professionnels à Valence comme correcteur d'imprimerie et publie en 1857, sous le pseudonyme de L. Marcelly, Gioventù, un recueil de vers. Il s'installe à Paris où il commence une carrière dans l'Assistance Publique (il est pendant longtemps directeur de l'hôpital Lariboisière à Paris), tout en écrivant des romans, drames et poésies, mais surtout des livrets d'opéras et autres œuvres lyriques.
Il collabore avec de grands noms de la musique, tels que Camille Saint-Saëns, Georges Bizet, Jules Massenet et Charles Gounod.
En 1868, il obtient le prix du ministère des Beaux-Arts pour le livret la Coupe du roi de Thulé, devant 168 concurrents.

## Principales œuvres

### Livrets
- Le Coupeur d'oreilles, drame en 5 actes, 9 tableaux, avec Édouard Montagne, 1866
- Le Kobold[1], opéra, 1870 — compositeur Ernest Guiraud
- Djamileh, opéra, 1872 — compositeur : Georges Bizet
- Marie-Magdeleine, oratorio, 1872 — compositeur : Jules Massenet
- La Princesse jaune, opéra, 1872 — compositeur : Camille Saint-Saëns
- La Coupe du Roi de Thulé[2], opéra, 1873 — compositeur : Eugène Diaz
- Ève, oratorio, 1875 — compositeur : Jules Massenet
- Le Déluge, oratorio, 1876 — compositeur : Camille Saint-Saëns
- La Clé d'Or, opéra, 1877 — compositeur : Eugène Gautier
- Le Roi de Lahore, opéra, 1877 — compositeur : Jules Massenet
- Cinq-Mars[3], opéra, 1877 — compositeur : Charles Gounod
- Étienne Marcel, opéra, 1879 — compositeur : Camille Saint-Saëns
- Le Vénitien, opéra, 1880 — compositeur : Albert Cahen
- Le Cid[4], opéra, 1885 — compositeur :  Jules Massenet
- Proserpine, opéra, 1887 — compositeur : Camille Saint-Saëns
- Ascanio, opéra, 1890 — compositeur : Camille Saint-Saëns
- Stratonice, opéra, 1892 — compositeur : Émile-Eugène-Alix Fournier
- Le Rêve, opéra, 1891 — compositeur : Alfred Bruneau
- Thamara, opéra, 1892 — compositeur : Louis Bourgault-Ducoudray
- Les Saintes Maries de la Mer, oratorio, 1892 — compositeur : Émile Paladilhe
- L'Attaque du moulin, opéra, 1893 — compositeur : Alfred Bruneau
- Frédégonde, opéra, 1895 — compositeurs : Ernest Guiraud et Camille Saint-Saëns
- Thaïs, opéra, 1894 — compositeur : Jules Massenet
- Photis, opéra, 1895 — compositeur : Edmond Audran
- Xavière, opéra, 1895 — compositeur : Théodore Dubois
- Ping-Sîn, opéra, 1895 — compositeur : Henri Maréchal
- La Femme de Claude, opéra, 1896 — compositeur : Albert Cahen
- Le Drac, opéra d'après la pièce de George Sand, 1896 — compositeur : Paul et Lucien Hillemacher
- Moïna, opéra, 1897 — compositeur : Isidore de Lara
- Le Spahi, opéra, 1897 — compositeur : Lucien Lambert
- Déjanire, tragédie, 1898 — musique de scène : Camille Saint-Saëns, création le dimanche 28 août à 15 h au Théâtre des Arènes, à Béziers[5].
- Les Guelfes, opéra, 1902 — compositeur : Benjamin Godard, créé le 17 janvier 1902 au Théâtre des Arts de Rouen.

### Romans
- Les confidences d'un baiser
- Le Capitaine Satan
- Saltimbanques
- Le Petit Docteur